# Alaminos, Pangasinan
Thành phố Alaminos là thành phố hạng 5 ở tỉnh Pangasinan, Philippines. Theo điều tra dân số năm 2000, thành phố này có dân số 73.448 người và 15.527 hộ.
Vườn quốc gia Trăm Đảo, một địa điểm du lịch bao gồm 123 đảo nhỏ, nằm ở Barangay Lucap, Thành phố Alaminos.
Đảng Cộng sản Philippines được Jose Maria Sison thành lập ở một barangay xa xôi Dulacac ngày 26 tháng 12 năm 1968.

## Các barangay
Thành phố Alaminos được chia ra thành 39 barangay.
| - Alos - Amandiego - Amangbangan - Balangobong - Balayang - Bisocol - Bolaney - Baleyadaan - Bued - Cabatuan - Cayucay - Dulacac - Inerangan | - Linmansangan - Lucap - Macatiw - Magsaysay - Mona - Palamis - Pangapisan - Poblacion - Pocalpocal - Pogo - Polo - Quibuar - Sabangan | - San Jose - San Roque - San Vicente - Santa Maria - Tanaytay - Tangcarang - Tawintawin - Telbang - Victoria - Landoc - Maawi - Pandan - San Antonio |